# Мурья
Мурья (якут. Мурья) — село в Ленском районе Республики Саха (Якутия) России. Административный центр Салдыкельского наслега.

## География
Село находится в юго-западной части Якутии, в пределах Приленского плато, на левом берегу реки Лены, на расстоянии примерно 15 километров (по прямой) к востоку-северо-востоку (ENE) от города Ленска, административного центра района. Абсолютная высота — 189 метров над уровнем моря.
Климат
Климат характеризуется как резко континентальный, с морозной зимой и относительно жарким летом. Средняя температура воздуха самого тёплого месяца (июля) составляет 22 °C; самого холодного (января) — −32 °C. Основное количество атмосферных осадков (75-80 % от годовой суммы) выпадает в период с апреля по октябрь. Снежный покров держится в течение 200—210 дней в году.
Часовой пояс
Село Мурья находится в часовой зоне МСК+6. Смещение применяемого времени относительно UTC составляет +9:00.

## Население
| 2002 | 2010 | 2021 |
| ---- | ---- | ---- |
| 233  | ↗234 | ↘198 |

Половой состав
По данным Всероссийской переписи населения 2010 года в гендерной структуре населения мужчины составляли 51,3 %, женщины — соответственно 48,7 %.
Национальный состав
Согласно результатам переписи 2002 года, в национальной структуре населения русские составляли 64 %; якуты — 27 %

## Инфраструктура
Функционируют основная школа, дом культуры, библиотека и фельдшерско-акушерский пункт.

## Улицы
Уличная сеть села состоит из пяти улиц, одного переулка и одного проспекта.